# Окатанность
Окатанность — степень сглаженности первоначальных рёбер обломков осадочных (обломочных) горных пород или минералов вследствие их обламывания, истирания и вообще разрушения при транспорте или переотложении главным образом текучими (реками) и волнующимися водами (озёрами, морями в береговой зоне), ледниками или ветром, а также при гравитационном оползании, обваливании или осыпании. В последних случаях говорят о степени «обработанности» обломочного материала. Степень окатанности изменяется в зависимости от степени изометричности, угловатости и округлённости.
Окатанность — функция всех геометрических свойств обломка горной породы или минерала, поэтому окатанность не является синонимом округленности или изометричности.
Окатанность оценивают либо визуально, либо путём измерений с вычислением коэффициента окатанности. Кроме этого, степень окатанности при необходимости определяют на вибрирующих поверхностях — вибросепараторах.

## Терминология
Словарные и монографические определения термина (слова) «окатанность» очень различны, поскольку даже понятие «осадочные горные породы» не вполне однозначно у различных исследователей, как не однозначен и термин (слово) «обломок», в тех случаях, когда исследователь имеет дело с обломочными осадочными породами. Тем не менее, в полевой геологии постоянно приходится пользоваться при описании осадочного вещества понятием «окатанность». При этом собственно окатанность определяется, разумеется, визуально, путём дедуктивного сравнения конкретного обломка с правильной геометрической фигурой (шаром, эллипсоидом), и отклонениями от этих фигур.
Поэтому, несмотря на то, что существуют всевозможные количественные шкалы и коэффициенты окатанности, в полевых условиях обычно применяют следующие качественные определения:
- совершенно окатанный обломок (валун, галька, гравий и т. д. до отдельных песчинок);
- хорошо и средне окатанный обломок;
- плохо, или слабо окатанный обломок;
- неокатанный (весьма неокатанный) обломок (глыба, дресва, щебень…).

Такой очень распространённый в полевых условиях, да и в научной литературе, подход требует высокой квалификации исполнителя, однако вполне достаточен для определения генезиса породы, учитывая, что при описании указываются и другие её структурные и текстурные признаки, а в геоморфологии объективность реконструкции часто может контролироваться и генезисом рельефа, который сложен искомой осадочной породой.

## Палеогеографическоезначение определения степени окатанности обломочного материала
Окатанность — очень важный показатель генетической принадлежности обломочной горной породы. Степень окатанности указывает на дальность и способ транспортировки обломочного материала, а также может служить и поисковым критерием при разведке полезных ископаемых, в особенности — россыпных.
Аллювиальные обломки крупных горных и полугорных рек, как правило, имеют высокую окатанность. Аллювий малых рек окатан слабо. Сортировка и обработка обломочного материала происходит в руслах рек в процессе его перемещения и начинается сразу же, как только обломочный материал попадает в водоток. Обломки пород окатываются при трении друг о друга и о переносимый рекой взвешенный материал. При истирании уменьшаются размеры обломков и образуется только илистый материал, другие фракции не возникают.
Крупные обломки также дробятся при сильных ударах друг о друга. В энергичных потоках, например — водопадах, можно говорить уже не об окатанности, а о дроблении и разламывании крупных глыб и валунов. Эти следы разламываний и сколов часто можно наблюдать в спокойных в настоящее время условиях в валунах, находящихся среди более или менее обычного для данной среды осадконакопления, материала как на дневной поверхности, так и в геологических разрезах. Важно при полевом осмотре обломочного материала правильно определить генезис таких разламываний и сколов, которые могут свидетельствовать и совсем о других процессах — например — об активном физическом выветривании.
Весьма слабой окатанностью и сортированностью обладают отложения временных водотоков (пролювий). Как правило, совершенно не окатан и не сортирован обломочный материал свежих морен, в то время как в древних моренах, в результате комплекса длинной цепочки последующих экзогенных процессов в теле морены (вытаивания мерзлоты и «мёртвого льда», истирания обломков в процессе переотложения, корразионной работы фильтрующих морену грунтовых вод и т. д.), моренные валуны часто приобретают весьма совершенную окатанность.
Как указывалось выше, по этому показателю возможно определить дальность и длительность транспортировки обломков. Совершенно окатанный валун, обнаруженный среди неокатанного материала, может свидетельствовать о том, что местность испытывала в недавнем геологическом прошлом события, связанные с активным переносом вещества. Здесь могли течь палеореки, либо совершать геологическую работу ледники. Если петрографический состав обломка при этом не совпадает с таковым у окружающего материала и не схож с составом ближайших выходов т. н. коренных горных пород, то есть возможность определить и пути переноса этого эрратического материала, что представляет широкие и вполне объективные возможности для палеогеографических, в том числе — и археологических, изысканий.